# Gulstrupig nikator
Gulstrupig nikator (Nicator vireo) är en fågel i familjen nikatorer inom ordningen tättingar.

## Utseende och läte
Nikatorer är udda fåglar lika busktörnskator eller bulbyler med kraftiga krokförsedda näbbar. Undersidan är gråaktig med gul strupe, ovansidan grönaktig med gula fläckar på vingpennors och övre vingtäckares spetsar. På huvudet syns en gul tygel. Den liknar västlig nikator, men skiljer sig på mindre storlek, gula strupen och tygeln samt avvikande sång, en stammande serie toner som är överraskande ljudliga, i engelsk litteratur återgivet som "p-p-p-po-keer-ko-wheeeer-pop". Lätet är en morrande drill.

## Utbredning och systematik
Gulstrupig nikator förekommer från södra Kamerun till Gabon, norra Angola och västligaste Uganda. Den behandlas som monotypisk, det vill säga att den inte delas in i några underarter.

### Familjetillhörighet
Nikatorerna har placerats i familjer som bulbyler (Pycnonotidae) och busktörnskator (Malaconotidae). Genetiska studier visar dock att de utgör en helt egen och tidig utvecklingslinje inom överfamiljen sångare (Sylvioidea). Exakt vilka nikatorernas närmaste släktingar är har inte klarlagts, där olika genetiska studier ger olika resultat: systerklad till en grupp bestående av lärkor och skäggmes, i en polytomi med denna grupp och resten av Sylvioidea eller systerklad till resten av Sylvioidea med eller utan lärkorna.

## Levnadssätt
Gulstrupig nikator är en skygg skogslevande fågel som vanligen stannar inne i vegetationen. Den avslöjar sig oftast först genom sina ljudliga läten.

## Status och hot
Arten har ett stort utbredningsområde, men tros minska i antal, dock inte tillräckligt kraftigt för att den ska betraktas som hotad. Internationella naturvårdsunionen IUCN listar arten som livskraftig (LC). Världspopulationen har inte uppskattats men den beskrivs som inte ovanlig till vanlig.